# Liste der Nummer-eins-Hits in Finnland (1997)
Diese Liste enthält alle Nummer-eins-Hits in Finnland im Jahr 1997. Es gab in diesem Jahr 17 Nummer-eins-Singles und 20 Nummer-eins-Alben.
| Singles | Alben |
| --- | --- |
| - Apulanta – Anna mulle piiskaa - 4 Wochen (14. Dezember 1996 – 17. Januar 1997) - The Prodigy – Breathe - 4 Wochen (18. Januar – 14. Februar, insgesamt 8 Wochen; siehe 1996) - U2 – Discotheque - 4 Wochen (15. Februar – 14. März) - Tehosekoitin – C'mon Baby Yeah - 3 Wochen (15. März – 4. April) - Klamydia – Perseeseen - 4 Wochen (5. April – 2. Mai) - Scooter – Fire - 6 Wochen (3. Mai – 13. Juni) - Apulanta – Mato - 2 Wochen (14. Juni – 27. Juni, insgesamt 6 Wochen) - Paradisio – Bailando - 2 Wochen (28. Juni – 11. Juli) - Apulanta – Mato - 2 Wochen (12. Juli – 25. Juli, insgesamt 6 Wochen) - Oasis – D'You Know What I Mean? - 2 Wochen (26. Juli – 8. August) - Apulanta – Mato - 2 Wochen (9. August – 22. August, insgesamt 6 Wochen) - Scooter – The Age of Love - 3 Wochen (23. August – 12. September) - Apulanta – Liikaa - 1 Woche (13. September – 19. September, insgesamt 2 Wochen) - Elton John – Something About the Way You Look Tonight / Candle in the Wind 1997 - 3 Wochen (20. September – 10. Oktober) - Apulanta – Mitä vaan - 1 Woche (11. Oktober – 17. Oktober) - Klamydia – Kosketus - 1 Woche (18. Oktober – 24. Oktober, insgesamt 2 Wochen) - Apulanta – Liikaa - 1 Woche (25. Oktober – 31. Oktober, insgesamt 2 Wochen) - Klamydia – Kosketus - 1 Woche (1. November – 7. November, insgesamt 2 Wochen) - Metallica – The Memory Remains - 3 Wochen (8. November – 28. November) - The Prodigy – Smack My Bitch Up - 3 Wochen (29. November – 19. Dezember) - Neljä Baritonia – Pop-musiikia - 8 Wochen (20. Dezember 1997 – 13. Februar 1998) | - Eppu Normaali – Repullinen hittejä - 8 Wochen (2. November 1996 – 3. Januar 1997, insgesamt 11 Wochen; siehe 1996) - Smurffit – Tanssihitit Vol. 1 - 2 Wochen (4. Januar – 17. Januar) - No Doubt – Tragic Kingdom - 7 Wochen (18. Januar – 7. März) - U2 – Pop - 1 Woche (8. März – 14. März) - Jari Sillanpää – Auringonnousu - 1 Woche (15. März – 21. März) - Aerosmith – Nine Lives - 4 Wochen (22. März – 18. April) - Apulanta – Kolme - 1 Woche (19. April – 25. April) - Kaija Koo – Unihiekkamyrsky - 4 Wochen (26. April – 23. Mai) - Smurffit – Tanssihitit Vol. 2 - 1 Woche (24. Mai – 30. Mai) - John Fogerty – Blue Moon Swamp - 1 Woche (31. Mai – 6. Juni) - Princessa – Calling You - 1 Woche (7. Juni – 13. Juni) - Alexia – Fan Club - 3 Wochen (14. Juni – 4. Juli) - The Prodigy – The Fat of the Land - 6 Wochen (5. Juli – 15. August) - Backstreet Boys – Backstreet’s Back - 1 Woche (16. August – 22. August) - Oasis – Be Here Now - 3 Wochen (23. August – 12. September) - Led Zeppelin – Remasters - 1 Woche (13. September – 19. September) - Don Huonot – Hyvää yöta ja huomenta - 7 Wochen (20. September – 7. November) - Spice Girls – Spiceworld - 2 Wochen (8. November – 21. November, insgesamt 3 Wochen) - Metallica – ReLoad - 3 Wochen (22. November – 12. Dezember) - Spice Girls – Spiceworld - 1 Woche (13. Dezember – 19. Dezember, insgesamt 3 Wochen) - Era – Era - 3 Wochen (20. Dezember 1997 – 9. Januar 1998, insgesamt 4 Wochen; siehe 1998) |